# Trichopteryx elegantula
Trichopteryx elegantula är en gräsart som först beskrevs av Joseph Dalton Hooker, och fick sitt nu gällande namn av Otto Stapf. Trichopteryx elegantula ingår i släktet Trichopteryx och familjen gräs. Inga underarter finns listade i Catalogue of Life.